# Magyarország az 1948. évi nyári olimpiai játékokon
Magyarország a nagy-britanniai Londonban megrendezett 1948. évi nyári olimpiai játékok egyik részt vevő nemzete volt, 128 sportolóval vett részt. A megnyitóünnepségen a magyar zászlót Németh Imre – később olimpiai bajnokságot nyert – atléta vitte. A magyar csapat névsorát lásd az 1948. évi nyári olimpia magyarországi résztvevőinek listája szócikkben.
Az olimpián a magyar sportolók – a művészeti versenyekkel együtt – tíz sportágban összesen huszonnyolc érmet, tíz arany-, öt ezüst és tizenhárom bronzérmet szereztek. Magyarország ezzel a nem hivatalos éremtáblázat negyedik helyén végzett. A nyert érmek száma tizenkettővel több, mint az előző, 1936. évi olimpián elért eredmény.

## Magyar eredményesség sportáganként
A magyar sportolók – a művészeti versenyeket is beleértve – összesen tizenegy sportágban, összesen százkilencvenkilenc olimpiai pontot szereztek. Ez hatvanöt ponttal több, mint az előző olimpia eredménye. Az egyes sportágak, illetve szakágak eredményessége a következő:
(kiemelve az egyes számoszlopok legmagasabb értéke, vagy értékei)
| Sportág, szakág     | Helyezések száma | Helyezések száma | Helyezések száma | Helyezések száma | Helyezések száma | Helyezések száma | Olimpiai pont | Indulók száma | Indulók száma | Indulók száma |
| Sportág, szakág     |                  |                  |                  | 4.               | 5.               | 6.               | Olimpiai pont | Férfi         | Nő            | Össz.         |
| atlétika            | 2                | 0                | 1                | 1                | 1                | 0                | 23            | 11            | 1             | 12            |
| birkózás            | 1                | 1                | 2                | 2                | 4                | 1                | 35            | 11            | 0             | 11            |
| evezés              | 0                | 0                | 1                | 1                | 0                | 0                | 7             | 9             | 0             | 9             |
| kajak-kenu          | 0                | 0                | 0                | 1                | 1                | 0                | 5             | 4             | 0             | 5             |
| kosárlabda          | 0                | 0                | 0                | 0                | 0                | 0                | 0             | 12            | 0             | 12            |
| művészeti versenyek | 0                | 0                | 1                | 0                | 0                | 0                | 4             | 1             | 1             | 2             |
| ökölvívás           | 2                | 0                | 0                | 0                | 0                | 0                | 14            | 6             | 0             | 6             |
| öttusa              | 0                | 0                | 0                | 0                | 0                | 0                | 0             | 3             | 0             | 3             |
| sportlövészet       | 1                | 0                | 0                | 0                | 0                | 0                | 7             | 4             | 0             | 4             |
| súlyemelés          | 0                | 0                | 0                | 0                | 0                | 0                | 0             | 3             | 0             | 3             |
| torna               | 1                | 2                | 3                | 1                | 0                | 0                | 32            | 8             | 8             | 16            |
| úszás               | 0                | 1                | 3                | 4                | 2                | 0                | 33            | 8             | 7             | 15            |
| vívás               | 3                | 0                | 2                | 0                | 2                | 1                | 34            | 15            | 3             | 18            |
| vízilabda           | 0                | 1                | 0                | 0                | 0                | 0                | 5             | 11            | 0             | 11            |
| Összesen            | 10               | 5                | 13               | 10               | 10               | 2                | 199           | 107           | 21            | 128           |

Volt magyar induló, de nem volt magyar pontszerző a következő sportágakban, illetve szakágakban: műugrás, súlyemelés, öttusa, kosárlabda.

## Magyar érmesek
| Érem  | Sportoló | Sportág             | Versenyszám              |
| ----- | --- | ------------------- | ------------------------ |
| Arany | Gyarmati Olga | atlétika            | távolugrás               |
| Arany | Németh Imre | atlétika            | kalapácsvetés            |
| Arany | Bóbis Gyula | birkózás            | szabad fogás-nehézsúly   |
| Arany | Csík Tibor | ökölvívás           | harmatsúly               |
| Arany | Papp László | ökölvívás           | középsúly                |
| Arany | Takács Károly | sportlövészet       | gyorstüzelő pisztoly     |
| Arany | Pataki Ferenc | torna               | talajtorna               |
| Arany | Elek Ilona | vívás               | tőrvívás-egyéni          |
| Arany | Gerevich Aladár | vívás               | kardvívás-egyéni         |
| Arany | Berczelly Tibor Gerevich Aladár Kárpáti Rudolf Kovács Pál Papp Bertalan Rajcsányi László                                                         | vívás               | kardvívás-csapat         |
| Ezüst | Szilvásy Miklós | birkózás            | kötött fogás-váltósúly   |
| Ezüst | Mogyorósi-Klencs János | torna               | talajtorna               |
| Ezüst | Balázs Erzsébet Fehér Anna Karcsics Irén Köteles Erzsébet Kövi Mária Nagy Margit Tass Olga Vásárhelyi Edit                                       | torna               | összetett-csapat         |
| Ezüst | Kádas Géza Nyéki Imre Mitró György Szathmáry Elemér                                                                                              | úszás               | férfi 4x200 m gyorsváltó |
| Ezüst | Brandi Jenő Csuvik Oszkár Fábián Dezső Gyarmati Dezső Győrfi Endre Holop Miklós Jeney László Lemhényi Dezső Pók Pál Szittya Károly Szívós István | vízilabda           | férfi csapat             |
| Bronz | Várszegi József | atlétika            | gerelyhajítás            |
| Bronz | Ferencz Károly | birkózás            | kötött fogás-könnyűsúly  |
| Bronz | Tóth Ferenc | birkózás            | kötött fogás-pehelysúly  |
| Bronz | Szendey Antal Zimonyi Róbert Zsitnik Béla | evezés              | kormányos kettes         |
| Bronz | Földes Éva | művészeti versenyek | irodalom-epika           |
| Bronz | Mogyorósi-Klencs János | torna               | lóugrás                  |
| Bronz | Pataki Ferenc | torna               | lóugrás                  |
| Bronz | Baranyai László Fekete József Mogyorósi-Klencs János Mogyoróssy Győző Pataki Ferenc Sántha Lajos Tóth Lajos Várkői Ferenc                        | torna               | összetett csapat         |
| Bronz | Kádas Géza | úszás               | 100 m gyorsúszás         |
| Bronz | Mitró György | úszás               | 1500 m gyorsúszás        |
| Bronz | Novák Éva | úszás               | Női 200 m mell           |
| Bronz | Kovács Pál | vívás               | kardvívás-egyéni         |
| Bronz | Maszlay Lajos | vívás               | tőrvívás-egyéni          |

## További magyar pontszerzők

### 4. helyezettek
| Név                                                              | Sportág    | Versenyszám               |
| ---------------------------------------------------------------- | ---------- | ------------------------- |
| Bartha László Csányi György Goldoványi Béla Tima Ferenc          | atlétika   | 4 × 100 m váltófutás      |
| Kovács Gyula                                                     | birkózás   | kötöttfogás, félnehézsúly |
| Tóth Ferenc                                                      | birkózás   | szabadfogás, pehelysúly   |
| Nádas Tibor Nagy Lajos Sátori József Zágon Miklós Zimonyi Róbert | evezés     | kormányos négyes          |
| Bánfalvi Klára                                                   | kajak-kenu | kajak egyes, 500 m        |
| Sántha Lajos                                                     | torna      | nyújtó                    |
| Csordás György                                                   | úszás      | 1500 m gyors              |
| Kádas Géza                                                       | úszás      | 400 m gyors               |
| Novák Ilona                                                      | úszás      | 100 m hát                 |
| Székely Éva                                                      | úszás      | Női 200 m mell            |

### 5. helyezettek
| Név                                                                                | Sportág    | Versenyszám            |
| ---------------------------------------------------------------------------------- | ---------- | ---------------------- |
| Klics Ferenc                                                                       | atlétika   | diszkoszvetés          |
| Bencze Lajos                                                                       | birkózás   | szabadfogás, légsúly   |
| Sóvári Kálmán                                                                      | birkózás   | szabadfogás, váltósúly |
| Szilágyi Gyula                                                                     | birkózás   | kötöttfogás, lepkesúly |
| Tarányi József                                                                     | birkózás   | kötöttfogás, nehézsúly |
| Andrási Gyula Urányi János                                                         | kajak-kenu | kajak kettes, 10 000 m |
| Littomeritzky Mária Novák Ilona Székely Éva Temes Judit                            | úszás      | 4 × 100 m gyorsváltó   |
| Mitró György                                                                       | úszás      | 400 m gyors            |
| Balthazár Lajos Bay Béla Dunay Pál Hennyey Imre Mikla Béla Rerrich Béla            | vívás      | párbajtőr, csapat      |
| Bay Béla Dunay Pál Gerevich Aladár Hátszegi-Hatz József Palócz Endre Maszlay Lajos | vívás      | tőr, csapat            |

### 6. helyezettek
| Név          | Sportág  | Versenyszám          |
| ------------ | -------- | -------------------- |
| Bencze Lajos | birkózás | kötöttfogás, légsúly |
| Elek Margit  | vívás    | tőr, egyéni          |